# Lista dos presidentes do Tribunal de Justiça do Estado do Pará
Esta é uma lista de presidentes do Tribunal de Justiça do Estado do Pará (TJPA) desde sua fundação.

## Presidentes do Tribunal de Relação
| Nº | Nome                              | Imagem | Início | Fim  |
| -- | --------------------------------- | ------ | ------ | ---- |
| 1  | Ermano Domingos do Couto          |        | 1874   | 1874 |
| 2  | Manoel Jansen Ferreira            |        | 1874   | 1882 |
| 3  | João Rodrigues Chaves             |        | 1882   | 1882 |
| 4  | Romualdo de Sousa Paes de Andrade |        | 1883   | 1887 |
| 5  | José Quintino de Castro Leão      |        | 1887   | 1887 |
| 6  | José Antonio Rodrigues            |        | 1887   | 1891 |

## Presidentes do Tribunal Superior de Justiça
| Nº | Nome                                    | Imagem | Início | Fim  |
| -- | --------------------------------------- | ------ | ------ | ---- |
| 7  | Romualdo de Sousa Paes de Andrade       |        | 1891   | 1892 |
| 8  | José de Araújo Roso Danin               |        | 1893   | 1884 |
| 9  | Ernesto Adolfo de Vasconcelos Chaves    |        | 1894   | 1895 |
| 10 | Gentil Augusto de Moraes Bittencourt    |        | 1895   | 1904 |
| 11 | Napoleão Simões de Oliveira             |        | 1905   | 1911 |
| 12 | Fulgêncio da Rocha Viana                |        | 1912   | 1920 |
| 13 | Alfredo Raposo Barradas 1921            |        | 1921   | 1921 |
| 14 | Santos Estanislau Pessoa de Vasconcelos |        | 1922   | 1922 |
| 15 | José Anselmo de Figueiredo Santiago     |        | 1923   | 1923 |
| 16 | Vicente Epaminondas Pires dos Reis      |        | 1924   | 1924 |
| 17 | Emílio Américo Santa Rosa               |        | 1925   | 1925 |
| 18 | José Martins de Miranda Filho           |        | 1926   | 1926 |
| 19 | João Borges Pereira                     |        | 1927   | 1927 |
| 20 | Artur Teódulo dos Santos Porto          |        | 1928   | 1928 |
| 21 | Manuel Buarque da Rocha Pedregulho      |        | 1929   | 1929 |
| 22 | Santos Estanislau Pessoa de Vasconcelos |        | 1930   | 1930 |

## Presidentes do Tribunal de Justiça do Estado
| Nº | Incumbente                               | Incumbente | Início                  | Fim                     |
| -- | ---------------------------------------- | ---------- | ----------------------- | ----------------------- |
| 23 | Santos Estanislau Pessoa de Vasconcelos  |            | 1930                    | 30 de janeiro de 1932   |
| 24 | Júlio César de Magalhães Costa           |            | 31 de janeiro de 1932   | 24 de fevereiro de 1932 |
| 25 | Manuel Maroja Neto                       |            | 25 de fevereiro de 1932 | 1936                    |
| 26 | Alcebíades Marques Buarque de Lima       |            | 1937                    | 1938                    |
| 27 | Francisco Dantas de Araújo Cavalcante    |            | 1939                    | 1939                    |
| 28 | Curcino Loureiro da Silva                |            | 1940                    | 1942                    |
| 29 | Alcebíades Marques Buarque de Lima       |            | 1943                    | 1944                    |
| 30 | Arnaldo Valente Lobo                     |            | 1945                    | 1945                    |
| 31 | Curcino Loureiro da Silva                |            | 1946                    | 1946                    |
| 32 | Raymundo Nogueira de Faria               |            | 1947                    | 1949                    |
| 33 | Maurício Cordovil Pinto                  |            | 1950                    | 1950                    |
| 34 | Arnaldo Valente Lobo                     |            | 1951                    | 1952                    |
| 35 | Augusto Rangel de Borborema              |            | 1953                    | 1955                    |
| 36 | Antonin de Oliveira Melo                 |            | 1955                    | 1957                    |
| 37 | Curcino Loureiro da Silva                |            | 1956                    | 1957                    |
| 38 | Arnaldo Valente Lobo                     |            | 1958                    | 1959                    |
| 39 | Álvaro Pantoja Pimentel                  |            | 1960                    | 1961                    |
| 40 | Oswaldo Pojucan Tavares                  |            | 1962                    | 1964                    |
| 41 | Aluízio da Silva Leal                    |            | 1965                    | 1967                    |
| 42 | Agnano de Moura Monteiro Lopes           |            | 1968                    | 1975                    |
| 43 | Ricardo Borges Filho                     |            | 1975                    | 1977                    |
| 44 | Edgar Augusto Viana                      |            | 1977                    | 1978                    |
| -  | Antonio Koury                            |            | 1978                    | 1979                    |
| 45 | Lídia Dias Fernandes                     |            | 1979                    | 1981                    |
| 46 | Manoel Cacella Alves                     |            | 1981                    | 1983                    |
| 47 | Edgard Lassance Cunha                    |            | 1983                    | 1985                    |
| 48 | Ary da Mota Silveira                     |            | 1985                    | 1987                    |
| 49 | Ossian Corrêa de Almeida                 |            | 1987                    | 1989                    |
| -  | Steleo Bruno dos Santos Menezes          |            | 1989                    | 1989                    |
| 50 | Almir de Lima Pereira                    |            | 1989                    | 1991                    |
| 51 | Nelson Silvestre Rodrigues Amorim        |            | 1991                    | 1993                    |
| 52 | Maria Lúcia Gomes Marcos dos Santos      |            | 1993                    | 1995                    |
| 53 | Manoel Christo Alves Filho               |            | 1995                    | 1997                    |
| 54 | Romão Amoêdo Neto                        |            | 1997                    | 1999                    |
| 55 | José Alberto Soares Maia                 |            | 1999                    | 2001                    |
| 56 | Climeníe Bernadette de Araújo Pontes     |            | 2001                    | 2003                    |
| 57 | Maria de Nazareth Brabo de Souza         |            | 2003                    | 2005                    |
| 58 | Milton Augusto de Brito Nobre            |            | 2005                    | 2007                    |
| 59 | Albanira Lobato Bemerguy                 |            | 2007                    | 2009                    |
| 60 | Rômulo José Ferreira Nunes               |            | 2009                    | 2011                    |
| 61 | Raimunda do Carmo Gomes Noronha          |            | 2011                    | 2013                    |
| 62 | Luzia Nadja Guimarães Nascimento         |            | 2013                    | 2015                    |
| 63 | Constantino Augusto Guerreiro            |            | 2015                    | 31 de janeiro de 2017   |
| 64 | Ricardo Ferreira Nunes                   |            | 1º de fevereiro de 2017 | 31 de janeiro de 2019   |
| 65 | Leonardo de Noronha Tavares              |            | 1º de fevereiro de 2019 | 31 de janeiro de 2021   |
| 66 | Célia Regina de Lima Pinheiro            |            | 1º de fevereiro de 2021 | 31 de janeiro de 2023   |
| 67 | Maria de Nazaré Silva Gouveia dos Santos |            | 1º de fevereiro de 2023 | 2 de fevereiro de 2025  |
| 68 | Roberto Gonçalves de Moura               |            | 3 de fevereiro de 2025  | em exercício            |